# Black & White (альбом)
Black & White — пятый студийный альбом российской англоязычной группы Plazma. Появился в продаже 26 сентября 2006 года.

## Об альбоме
Black & White разбит на две части — Part Black и Part White. Первая сторона отражает «тёмную» сторону группы и содержит довольно мрачные и напористые композиции, вторая — «светлую», где группа возвращается к своему старому звучанию.
Трек «The Call of the Fjords» стал в Black & White переходом от темной стороны к светлой. Этот инструментальный трек передает отношение участников группы к Норвегии.

## Список композиций
1. Save
2. Round the Corner
3. Black Would Be White
4. Darkness Steals the Light
5. The Call of the Fjords
6. One Life
7. Living in the Past
8. One of a Kind
9. Lonely 2
10. Never Again
11. I Never Dreamed (That You’d Love Me)
12. One Life (RMX)